# Passeport salvadorien
Le passeport salvadorien est un document de voyage international délivré aux ressortissants salvadoriens, et qui peut aussi servir de preuve de la citoyenneté salvadorienne.